# Alfonso Álvarez Cáccamo
Alfonso Álvarez Cáccamo (Vigo, 23 de octubre de 1952-Vigo, 4 de marzo de 2024) fue un escritor español.

## Trayectoria
Hijo de Xosé María Álvarez Blázquez (de quien tradujo dos obras al gallego), y hermano de Berta, Xose María y Celso Álvarez Caccamo, hizo estudios de Filosofía y Magisterio. Fue profesor en el CPI de Panjón (Nigrán) y se jubiló en el año 2011.
Inició su obra literaria con textos destinados al público infantil. Su obra narrativa ha recibido múltiples premios como el Premio de Novela "Café de Catro a Catro" (1988), Xerais de novela (1990), "Galaico-Leonés de Relatos" (1990), "Álvaro Cunqueiro de Narrativa" (1993), Manuel García Barros de novela (1996), Modesto R. Figueiredo (1997) y Manuel Murguía de narracións breves (1998).
También fue colaborador habitual en la prensa, especialmente en el Faro de Vigo.

## Obra

### Novela
- Peito de vimbio, 1988, Xerais. (Pecho de mimbre)
- As baleas de Eduardo Reinoso, 1990, Xerais. (Las ballenas de Eduardo Reinoso)
- O espírito de Broustenac, 1996, Xerais. (El espíritu de Broustenac)
- O bosque de Levas, 2002, Galaxia. (El bosque de Levas)
- O destino de Clarescura Lens, 2012, Biblos Clube de Lectores. (El destino de Clarescura Lens)
- Os Gotten, 2014, Xerais. (Los Gotten)Xente de mala morte, de Alfonso Álvarez Cáccamo, está incluido en la Biblioteca Galega 120.

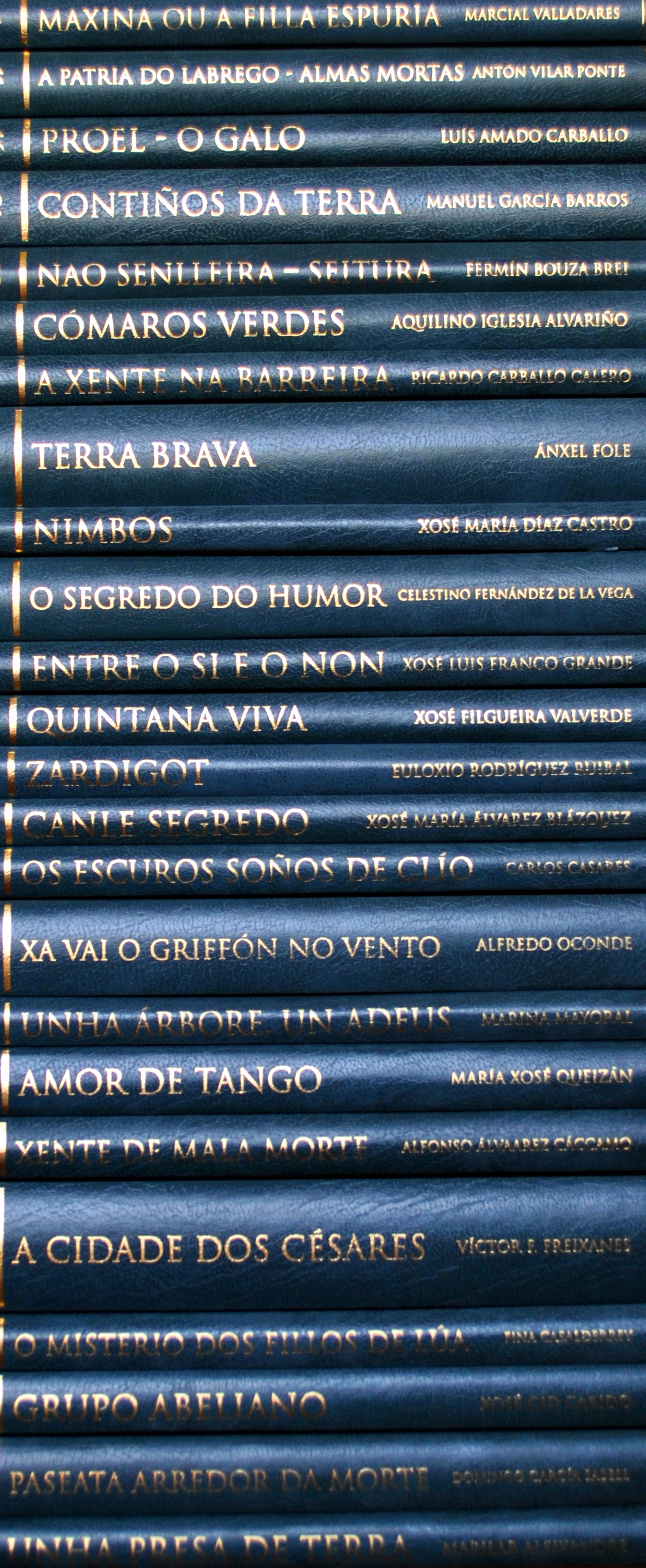
Xente de mala morte, de Alfonso Álvarez Cáccamo, está incluido en la Biblioteca Galega 120.

### Relatos
- Castromil e unha noites, 1992, Contos do Castromil. (Castromil y una noches)
- O eco de Ramallón, 1992, Ir Indo. (El eco de Ramallón)
- Xente de mala morte, 1993, Galaxia. (Gente de mala muerte)
- Catapulta, 1995, Xerais.
- Contos mamíferos, 1998, Xerais. (Cuentos mamíferos)

### Poesía
- Na flor do vento, 1999, Espiral Maior. (En la flor del viento)
- Sebes contra o vento, 2009, Espiral Maior. (Sebes contra el viento)

### Ensayo
- Xosé Mª Álvarez Blázquez, 1994, Ir Indo.
- X. M. Álvarez Blázquez, 1915-1985: unha fotobiografía, 2008, Xerais.

### Obras colectivas
- Voz e voto, 1991, Patronato Curros Enríquez. (Voz y voto)
- Contos de nunca acabar, 1995, Aba Edicións. (Cuentos de nunca acabar)
- Unha liña no ceo, 1996, Xerais. (Una línea en el cielo)
- Abrir Vigo ó mar, 1996, Consorcio da Zona Franca de Vigo, junto con Casares, Garrido, Fernández del Riego, Fernández Freixanes et al.. (Abrir Vigo al mar)
- E dixo o corvo, 1997, Junta de Galicia. (Y dijo el cuervo)
- Novo do trinque, 1997, BNG.
- Sede central-3. Relatos, 1997, Clube Cultural Adiante.
- Premios Pedrón de Ouro. Certame Nacional Galego de Narracions Breves "Modesto R. Figueiredo". Certames XXII (1996) e XXIII (1997), 1999, Edicións do Castro.
- Escolma de familia, 2000, Xerais.
- Tecendo panos, 2000, Laiovento. (Tejiendo paños)
- Paisaxes con palabras, 2001, Galaxia. (Paisajes con palabras)
- Palabras con fondo, 2001, Fondo Galego de Cooperación e Solidariedade.
- Homenaxe a don Paco del Riego, fillo adoptivo de Nigrán, 2003, Edicións do Cumio. (Homenaje a don Paco del Riego, hijo adoptivo de Nigrán)
- Narradio. 56 historias no ar, 2003, Xerais. (- 56 historias en el aire)
- Negra sombra. Intervención poética contra a marea negra, 2003, Espiral Maior.
- Xela Arias, quedas en nós, 2004, Xerais. (Xela Arias, quedas en nosotros)
- Poemas ao pai, 2008, Espiral Maior. (Poemas al padre)
- Os aforismos do riso futurista, 2016, Xerais. (Los aforismos de la risa futurista)

### Traducciones
- Na vila hai caras novas de Xosé María Álvarez Blázquez, 1993, Ir Indo. (En el pueblo hay caras nuevas)
- Enchen as augas de Xosé María Álvarez Blázquez, 1995, Ir Indo. (Llenan las aguas)

## Premios
- 1° Premio do XVIII Concurso nacional de contos infantís O Facho en 1985, por Hestoria de Fertolpo. (Concurso nacional de cuentos infantiles)
- 2° Premio do XIX Concurso Nacional de Contos Infantís da Agrupación Cultural O Facho en 1986, por A sopa de pedras. (La sopa de piedras)
- Premio de Novela Café de Catro a Catro en 1988 por Peito de vimbio.
- Premio Xerais de novela en 1990 por As baleas de Eduardo Reinoso.
- Premio Galaico-Leonés de Relatos en 1990.
- Premio á Comunicación do Museo do Humor de Fene en 1991.
- Premio Álvaro Cunqueiro de Narrativa en 1993 por Xente de mala morte.
- Premio Manuel García Barros de novela en 1996 por O espírito de Broustenac.
- 2° Premio do Premio Modesto R. Figueiredo en 1997 por A meritoria cortesía de Edón de Cidalia.
- Premio Manuel Murguía de Narrativa Breve do Concello de Arteixo en 1998 por Canis fugit.